# Universitat per a Estrangers de Perusa
La Universitat per a Estrangers de Perusa (en italià Università per Stranieri di Perugia) és una universitat pública italiana fundada l'any 1925 a la ciutat de Perusa, a la regió italiana de l'Úmbria. Juntament amb la Universitat per Estrangers de Siena, de creació més recent, són les dues úniques universitats estatals italianes establertes per rebre exclusivament estudiants estrangers per estudiar-hi la llengua i aspectes varis d'alta cultura italiana.

## Orígens
La Universitat per Estrangers de Perusa té el seu antecedent en els cursos d'estiu iniciats en aquella ciutat el 1921. Aquell any van impartir-s'hi cursos d'alta cultura (Corsi estivi di cultura superiore, els anomenaven) i el 1922 van ampliar-se amb un curs de llengua i literatura italiana per a estudiants alemanys, anglesos i francesos. El curs 1925-1926 va néixer la Universitat que va establir-se oficialment l'any 1926 com a Regia Università per Stranieri de Perugia. El seu ideòleg va ser l'advocat Astorre Lupattelli, que va inspirar-se en centres semblants existents a França (Grenoble i Besançon) i Suïssa (Ginebra) i l'esquema de l'estructura acadèmica inicial va ser gairebé igual a les adoptades per aquells centres. Consistia en dues àrees generals ben diferenciades. Una d'elles, dedicada a l'ensenyament de la llengua italiana amb cursos de diversos nivells (preparatori, primer nivell, segon nivell i nivell alt), que eren impartits per professors de centres d'ensenyament secundari (el Liceo). L'altra àrea estava dedicada a aspectes diversos de la cultura italiana agrupats en set àrees: Institucions italianes, Literatura Italiana, Història de l'art italià, Antiguitats italianes i etrusques, Geografia d'Itàlia, Història d'Itàlia, i Pensament italià al llarg dels segles.
El primer professor dels cursos d'estiu de llengua italiana que van fer-se a Perusa va ser Romano Guarnieri, que va desenvolupar mètodes didàctics innovadors per a l'ensenyament de l'italià com a segona llengua. Era professor d'italià a la Universitat d'Amsterdam i des de 1927, en què la Universitat per a Estrangers va comptar ja amb una seu pròpia en el Palau Gallenga, Guarnieri hi impartia cada estiu un curs de llengua italiana per a principiants d'una durada de sis setmanes, en el qual l'única llengua vehicular era, des de la primera classe, l'italià. Hi aplicava el mètode anomenat «directe», que proposava prescindir de la llengua materna de l'estudiant des del principi, de manera que hi hagués una immersió completa en la llengua estrangera.
Els estatuts de la Universitat des del principi preveien que, a més del diploma d'assistència, es pogués obtenir un diploma, després de superar l'examen corresponent al final de l'any acadèmic, que habilités per a l'ensenyament de l'italià a l'estranger. Més tard, el 1932, es va establir també un curs de perfeccionament per als ensenyants d'italià a l'estranger.

## La Universitat per a Estrangers i les lleis racials del feixisme italià
Alguns estudiosos han afirmat que la Universitat per Estrangers de Perusa va ser polititzada durant el feixisme de Mussolini; d'altres, en canvi, consideren aquesta interpretació injustificada. El 1923, el primer Govern de Mussolini va reformar l'educació; en el cas de les universitats, se'ls concedia més autonomia acadèmica i administrativa perquè això implicava una menor càrrega econòmica per al Govern. Per altra Banda, el Govern de Mussolini no tenia massa interès per les relacions internacionals i els intercanvis culturals i no va interferir en el desenvolupament d'aquest centre. Després de la Segona Guerra mundial, la Universitat per a Estrangers va rebre el suport d'intel·lectuals europeus que van afirmar que el centre no va estar mai compromès políticament.

De tota manera, un dels dirigents que va tenir la Universitat per a Estrangers va ser Paolo Orano, que era un intel·lectual compromès amb el feixisme, autor d'un llibre titulat Gli ebrei in Italia (Els jueus a Itàlia), que va contribuir a la campanya antisemítica que va precedir la promulgació de les lleis racials del feixisme italià. El 1938, el Govern feixista va adonar-se que aquella universitat era un punt d'entrada a Itàlia de jueus procedents de països on ja s'havien implantat les lleis racials i que no tindrien intenció de tornar al seu país d'origen un cop finalitzats els estudis. Quan el Ministeri d'Afers Exteriors italià va demanar a la Universitat per a Estrangers que enviés un llistat dels estudiants jueus que tenia inscrits, Astorre Lupattelli, fundador i rector de la Universitat per a Estrangers de 1925 a 1944, va enviar-ne el llistat, acompanyat d'una carta en què deia:
| « | Aquesta universitat no pregunta l'afiliació religiosa en els formularis d'inscripció; no obstant això, enguany la Comissaria de la Policia Reial ha dut a terme investigacions en rebre els documents de residència dels nostres estudiants matriculats i, a petició meva, me n'ha lliurat la llista, una còpia de la qual us trameto. Aprofito l'oportunitat per demanar-vos que em feu saber si la prohibició d'inscripció a tots el centres educatius italians d'estudiants i investigadors de raça jueva també ha d'aplicar-se en aquesta Universitat, que no confereix títols acadèmics o professionals i no té altre propòsit que difondre la llengua i la cultura italianes entre els estrangers. | » |
| — Astorre Lupattelli, Rigano, Gabriele (The University for Foreigners of Perugia and the Anti-Semitic Laws of 1938; 2020) | |   |

Sembla que també Orano, malgrat haver contribuït a difondre l'antisemitisme, va demanar al Ministeri d'Afers Exteriors l'exclusió de la Universitat per a Estrangers en l'aplicació d'aquella norma. El representant del Ministeri en la Junta de Govern de la Universitat va dir a Lupattelli en una carta que el ministre Ciano «creu que les normes per als estudiants jueus no s'on d'aplicació per a la inscripció a la Universitat de Perusa». Possiblement per això, tot i que les universitats italianes van rebre la notificació que s'hi prohibia la matriculació als jueus estrangers, la Universitat per a Estrangers de Perusa no la va rebre. En pocs mesos hi va haver canvis en la normativa. Un decret del 5 de setembre de 1938 derogava parcialment aquella prohibició i permetia que els jueus estrangers que ja havien estudiat en anys anteriors a Itàlia poguessin continuar els seus estudis, però es prohibien noves matriculacions. Però el 6 d'octubre s'hi feia un altre canvi que prohibia als jueus alemanys matricular-se, encara que no fos el seu primer curs en una universitat italiana.
Les lleis racials italianes en relació als centres d'ensenyament no afectaven únicament els estudiants, sinó també el professorat i el personal administratiu, de manera que es va fer un cens de funcionaris de «raça jueva». Entre el professorat de la Universitat per a Estrangers que eren ensenyants d'algun Liceo, hi havia una dona jueva, Lucia Guggenheim Culcasi, que hi feia classe de llengua italiana a estudiants alemanys des de 1923; la Universitat n'estava molt satisfeta i a final del curs 1937-1938 havia estat proposada per a un augment de sou. Malgrat haver estat en la rereguarda durant la Primera Guerra Mundial i haver estat membre de les dones feixistes (fascio femminile), va ser obligada a deixar la docència.
El 1936, el president de la Societat Dante Alighieri —institució cultural fundada a finals del segle xix per difondre la llengua i la cultura italianes internacionalment— va demanar establir lligams amb la Universitat per a Estrangers de Perusa, de manera que a la Universitat hi pogués haver una secció de la Dante Alighieri, que agrupés estudiants estrangers que en fossin membres.
Malgrat que la Universitat per a Estrangers no estigues afectada per les lleis racials, el nombre d'estudiants jueus va anar disminuint. Alguns que havien presentat la seva sol·licitud per matricular-se no van arribar a presentar-s'hi i, després que Itàlia entrés a la Guerra, alguns estudiants jueus van ser detinguts. De manera que el 1942 ja no hi havia cap estudiant jueu matriculat.

## La postguerra
La ciutat de Perusa va ser alliberada el 20 de juny de 1944 i la Universitat per a Estrangers va passar a mans d'un govern militar dels aliats que hi va posar al front Aldo Capitini, que era antifeixista. Lupattelli, destituït, va ser internat per un breu temps en un camp de concentració per a feixistes a la regió de la Campània, en el qual també va ser internat Orano. Per a la inauguració del curs 1944-1945, la Universitat va convidar Attilio Momigliano, a qui les lleis racials havien apart de la docència a la Universitat de Florència
Per la Universitat per a Estrangers passaven estudiants que anaven a Itàlia a cursar una carrera universitària. En el cas dels estudiants grecs, la tria d'Itàlia com a país hoste responia en molts casos a motius econòmics. Itàlia i Grècia van establir un acord pels danys de guerra causats pel feixisme italià a Grècia el 1940 i els estudiants grecs gaudien d'un estatut especial a les universitats italianes, de manera que estaven exonerats de taxes acadèmiques, exàmens d'admissió i de les limitacions que poguessin tenir altres estudiants.

## Rectors
De 1925 a 1944, el rector de la Universitat per a Estrangers de Perusa va ser Astorre Lupattelli, que també en va ser fundador. Des de 1944, les persones que han estat al front de la Universitat han estat: Aldo Capitini (1944-1946), Carlo Sforza (1947-1952), Carlo Vischia (1953-1969), Salvatore Valitutti (1969-1980), Ottavio Prosciutti (1980-1982), Giorgio Spitella (1982-1995), Paola Bianchi De Vecchi (1995-2004), Stefania Giannini (2004-2013), Giovanni Paciullo (2013-2018), Giuliana Grego Bolli (2018-2020) i Valerio De Cesaris (2021-).